# William Ernest Hocking
William Ernest Hocking (* 10. August 1873 in Cleveland (Ohio); † 12. Juni 1966 in Madison (New Hampshire)) war ein US-amerikanischer Theologe und Philosoph.

## Leben
Hocking wurde in Cleveland (Ohio) geboren. Als Teenager hatte er während einer methodistischen Versammlung ein inneres Erlebnis, das ihn zum christlichen Glauben bekehrte. 1904 wurde er an der Harvard University zum Doktor der Philosophie promoviert und unterrichtete dort, bis er 1943 in den Ruhestand ging.
1921 wurde Hocking in die American Academy of Arts and Sciences, 1943 in die American Philosophical Society und 1947 in die American Academy of Arts and Letters gewählt.

## Werke
- William Ernest Hocking: The Meaning of God in Human Experience : A Philosophic Study of Religion. ISBN 978-1-113-44610-7
- William Ernest Hocking: Morale and Its Enemies. ISBN 978-1-117-88966-5